# Bislig
Bislig è una città componente delle Filippine, ubicata nella Provincia di Surigao del Sur, nella Regione di Caraga.
Bislig è formata da 24 baranggay:
- Bucto
- Burboanan
- Caguyao
- Coleto
- Comawas
- Kahayag
- Labisma
- Lawigan
- Maharlika
- Mangagoy
- Mone
- Pamanlinan

- Pamaypayan
- Poblacion
- San Antonio
- San Fernando
- San Isidro (Bagnan)
- San Jose
- San Roque (Cadanglasan)
- San Vicente
- Santa Cruz
- Sibaroy
- Tabon
- Tumanan